# Pholidoscelis exsul
Pholidoscelis exsul (звичайна пуерто-риканська амейва) — вид ящірок родини теїдових (Teiidae). Мешкає на Пуерто-Рико та на Віргінських островах.

## Опис

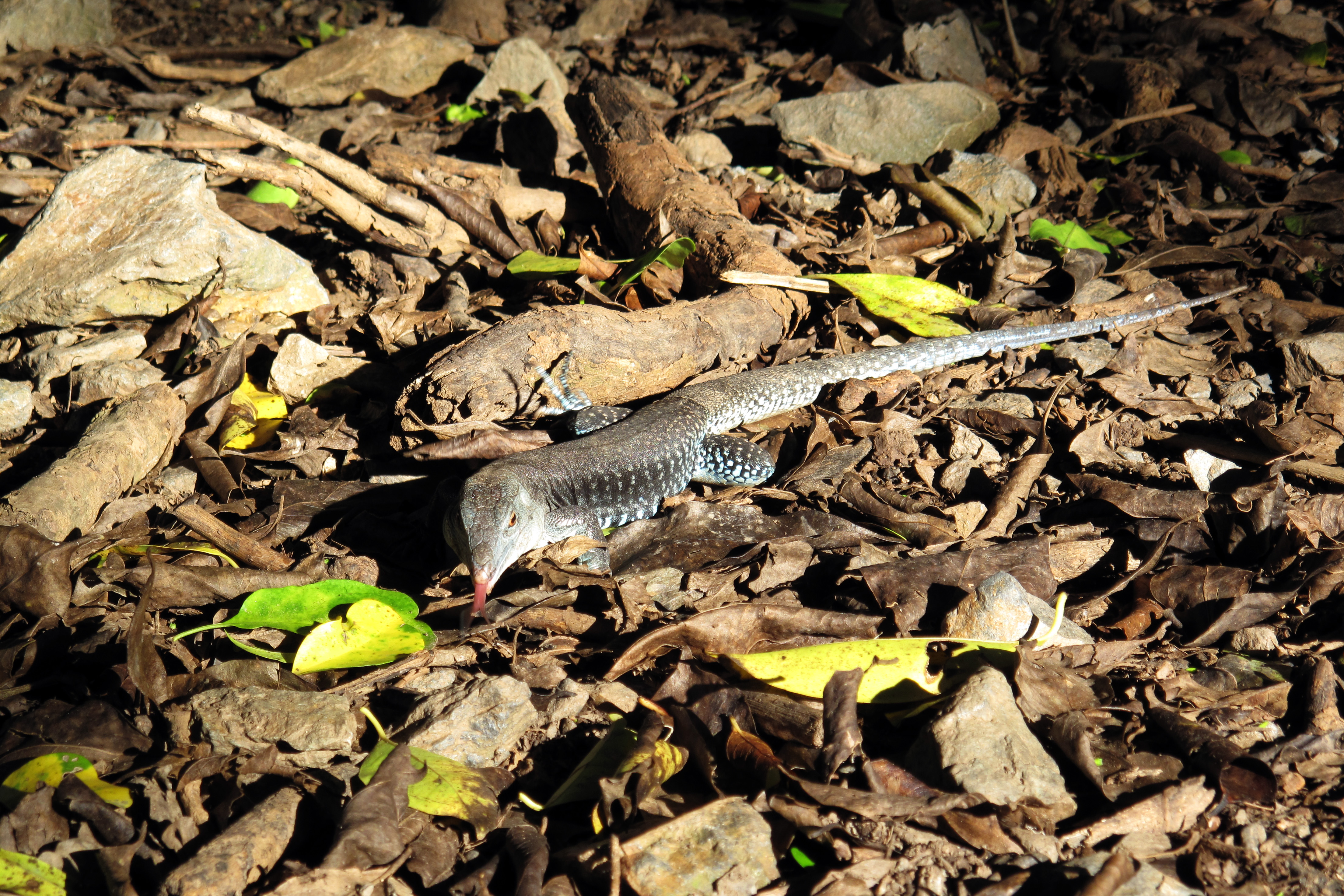
Звичайна пуерто-риканська амейва

Максимальна зареєстрова довжина самця звичайної пуерто-риканської амейви (без врахування хвоста) становить 201 мм. а самиці — 99 мм. Забарвлення іщірки значно різниться від популяції до популяції. Верхня частина тіла переважно сіра, чорна або коричнева. спина поцяткована великими або дрібними білими плямками. Дорсолатеральні смуги різняться за кількістю, довжиною та кольором. Нижня частина тіла біла або синьо-біла, плямиста. На підборідді і горлі часто є світло-рожеві плями. У молодих особин хвіст яскраво-синій, скоріше плямистий, ніж смугастий.

## Поширення і екологія
Звичайні пуерто-риканські амейви мешкають в прибережних районах Пуерто-Рико та на сусідніх островах, зокрема на Кулебрі і В'єкесі, а також на Британських і Американських Віргінських островах. Вони живуть на морських і річкових пляжах, на окраїнах мангрових заростей, лісів, садів, парків і людських поселень. Зустрічаються на висоті до 600 м над рівнем моря. Є всеїдними, відкладають яйця.